# Kampung Padang (Kluet Tengah)
Kampung Padang is een bestuurslaag in het regentschap Aceh Selatan van de provincie Atjeh, Indonesië. Kampung Padang telt 352 inwoners (volkstelling 2010).